# جيم والش (لاعب اتحاد الرغبي)
جيم والش (بالإنجليزية: Jim Walsh)‏ هو لاعب اتحاد الرغبي أسترالي، ولد في 3 يناير 1926 في أورانج في أستراليا.